# Opération Driftnet
L'opération Driftnet est une opération récurrente des Forces armées canadiennes (FAC) ayant lieu depuis 1993 afin de soutenir Pêches et Océans Canada visant à contrôler la pêche au filet dérivant et d'autres formes de pêche illégale, non réglementée et non signalée dans le Nord de l'océan Pacifique. Cette opération s'inscrit dans le cadre d'efforts multinationaux. Elle est encadrée par un protocole d'entente entre Pêches et Océans Canada et le ministère de la Défense nationale.

## Contexte
La pêche dans les eaux internationales du Nord de l'océan Pacifique est réglementée depuis 1952 par la Convention internationale concernant les pêcheries hauturières de l'océan Pacifique Nord sous l'égide de l'Organisation des Nations unies. De 1989 à 1991, l'Assemblée générale des Nations unies a adopté trois résolutions visant à contrôler la pêche au filet dérivant puisqu'elle est néfaste sur l'environnement.
La dernière de ces résolutions, adoptée le 31 décembre 1992, demandait aux pays d’adopter un moratoire global sur la pêche pélagique au filet dérivant à grande échelle dans les eaux internationales. Ainsi, en 1992, la Convention concernant la conservation des espèces anadromes de l’océan Pacifique Nord vint remplacé la Convention internationale concernant les pêcheries hauturières de l'océan Pacifique Nord et la Commission des poissons anadromes du Pacifique Nord fut créée avec le Canada, le Japon, la Russie et les États-Unis en tant que membres fondateurs. La Corée du Sud a rejoint la commission en 2003 et la Chine y a offert son soutien sans la rejoindre en 2006. Les pays membres s’engagent à travailler à détecter et appréhender les navires pratiquant de la pêche illégale, non signalée ou non réglementée dans le Nord de l’océan Pacifique.
Dans ce cadre, un protocole d’entente a été établi entre Pêches et Océans Canada et le ministère de la Défense nationale concernant la pêche au filet dérivant.

## Mission
L’opération Driftnet est le soutien des Forces armées canadiennes à Pêches et Océans Canada dans sa collaboration avec la Commission des poissons anadromes du Pacifique Nord visant à contrôler la pêche illégale, non signalée ou non réglementée dans le Nord de l’océan Pacifique, surtout la pêche au filet dérivant.
Ainsi, chaque année, des aéronefs de l’Aviation royale du Canada effectuent des patrouilles au-dessus des zones à haut risque dans les eaux internationales du Nord de l’océan Pacifique en transportant à bord des agents de Pêches et Océans Canada afin de repérer les navires pratiquant de la pêche illégale. Des détecteurs électroniques à bord des aéronefs permettent de prendre des images des navires pour ainsi identifier leur pays d’origine et les rapporter. Les pays d’origine sont responsables des actions en justice contre les navires ainsi rapportés. De plus, le simple fait d’avoir des patrouilles dans le cadre de l’opération Driftnet est un déterrant important contre la pêche illégale.
L’opération Driftnet est également appuyée par le projet Polar Epsilon (en) des FAC qui sert à fournir des images du satellite RADARSAT-2 .

## Histoire
Les premières patrouilles dans le cadre de l’opération Driftnet se sont déroulées en 1993.
À chaque année, de 2012 à 2016, les Forces armées canadiennes ont déployé un CP-140 Aurora à l’aérodrome de Hakodate au Japon une fois par année pour différentes périodes. Généralement, celui-ci ainsi que son équipage provenait du 407e Escadron de patrouille à longue portée (en) de l’Aviation royale du Canada basé à Comox en Colombie-Britannique et il était appuyé par un CC-177 Globemaster pour le transport de matériel et de personnel. Le tableau ci-dessous dresse un résumé de l'opération Driftnet de 2012 à 2016.
| Année | Période                | Nombre de patrouilles effectuées | Heures de vol totales | Résultats                                                              |
| ----- | ---------------------- | -------------------------------- | --------------------- | ---------------------------------------------------------------------- |
| 2012  | 19 septembre-6 octobre |                                  | 88,4                  |                                                                        |
| 2013  | 17 août-8 septembre    | 9                                | 116,2                 |                                                                        |
| 2014  | 11 mai-1er juin        | 11                               | 108,1                 | Un navire de pêche au filet dérivant et deux navires suspects détectés |
| 2015  | 6 juin-28 juin         | 2                                | 12,5                  | 14 navires ont été observés                                            |
| 2016  | 3 juin-26 juin         |                                  |                       |                                                                        |

## Annexe